# ميخائيل والش (عسكري)
ميخائيل والش (بالإنجليزية: Michael Walsh) هو عسكري أمريكي، ولد في 27 يوليو 1858 في نيوبورت في الولايات المتحدة، وتوفي في 29 يونيو 1913.